# Gisement de Buoux
Le gisement de Buoux est un site situé à Buoux, dans le Vaucluse.

## Histoire
Le site est classé au titre des monuments historiques, depuis le 24 juin 1968.